# جيمس بروس (لاعب كريكت)
جيمس بروس (17 ديسمبر 1979 في المملكة المتحدة - ) (بالإنجليزية: James Bruce)‏ هو لاعب كريكت بريطاني. لعب مع نادي مقاطعة هامبشاير للكريكت ‏.

## وصلات خارجية
- جيمس بروس على موقع إي آس بي آن كريك إنفو (الإنجليزية)